# Apró partfutó
Az apró partfutó (Calidris minuta) a madarak (Aves) osztályának lilealakúak (Charadriiformes) rendjébe, ezen belül a szalonkafélék (Scolopacidae) családjába tartozó faj.

## Rendszerezése
A fajt Johann Philipp Achilles Leisler német természettudós  írta le 1812-ben, a Tringa  nembe Tringa minuta néven.

## Előfordulása
Eurázsia északi részén költ, Afrikába és Ázsia déli részére vonul, Észak-Amerikában is előfordul.
Természetes élőhelyei a tundrák, vízpartok, halastavak és szikes tavak, valamint sziklás, homokos és kavicsos tengerpartok.

### Kárpát-medencei előfordulása
Magyarországon rendszeres vendég, április-június és augusztus-november hónapokban vonul át, ritkán a nyarat is itt tölti.

## Megjelenése
Testhossza 12-14 centiméter, szárnyfesztávolsága 28–31 centiméteres, testtömege 17–44 gramm. 
Nászidőszakban háta és melle rozsdabarna, hasa fehér. Télen melle is kifehéredik.
|  |  |

## Életmódja
Kisebb rovarokkal és lárváikkal, valamint rákokkal és férgekkel táplálkozik. Puhatestűeket és némi növényi anyagot is fogyaszt.

## Szaporodása
A tundrákon a növényzet közé készíti fészkét. Átlagos fészekalja 4 tojás, ritkábban 3. A kotlási idő 20-21 nap, a fiókák fészekhagyók.
|  |

## Természetvédelmi helyzete
Az elterjedési területe rendkívül nagy, egyedszáma pedig növekszik. A Természetvédelmi Világszövetség Vörös listáján nem fenyegetett fajként szerepel. Magyarországon védett, természetvédelmi értéke 25 000 forint forint.